# Tutto sbagliato
Tutto sbagliato è un singolo del cantautore italiano Aiello, pubblicato l'11 ottobre 2024.

## Descrizione
Il brano è scritto dallo stesso cantautore con Elisa Mariotti e Iacopo Sinigaglia, in arte Brail, che ha anche curato la produzione. La chitarra è suonata da Giorgio Guiducci.

## Video musicale
Il video musicale, diretto da Shipmate e Riccardo Bellei, è stato pubblicato il 15 ottobre 2024 attraverso il canale YouTube del cantautore.

## Tracce
Testi di Antonio Aiello, Elisa Mariotti e Iacopo Sinigaglia, musiche di Antonio Aiello e Iacopo Sinigaglia.
1. Tutto sbagliato – 2:34